# Протестація
«Протестація» — коротка назва відкритого листа (меморіалу) київських єпископів до короля Сигізмунда III Вази. Повна назва — «Протестація і благочестива юстифікація». Написаний 28 квітня 1621 року польською мовою. Твір поширювався в копіях на українських і білоруських землях. Уперше пам'ятка була опублікована П.Жуковичем.

## Авторство
Авторами твору є митрополит Київський І.Борецький разом із єпископом Володимирським і Берестейським Й.Курцевичем та єпископом Перемишльським і Самбірським І.Копинським які висловлювались від імені нововисвячених ієрархів та духовенства православної церкви. Деякі дослідники вказують на невстановленість авторства саме Борецького.

## Обставини написання
На початку 1618 р. Іов Борецький був обраний ігуменом Михайлівського Золотоверхого монастиря. Скориставшись тим, що один із вселенських ієрархів, єрусалимський патріарх Феофан (Теофан) III), перебував у Москві, Іов Борецький запросив його до Києва. На кордоні з Московією патріарха урочисто зустрів Петро Сагайдачний на чолі полку запорожців. Прибувши 22 березня 1620 р. під козацькою охороною до Києва, Феофан зупинився в будинку Богоявленського братства на Подолі. Перебуваючи в Україні патріарх Феофан висвятив єпископів та митрополита чим, фактично, відновив православну ієрархію ліквідовану Берестейською унією. Такі дії влада розцінила як протизаконний і злочинний акт. Протестація Борецького — полемічний твір-реакція на закиди влади.

## Основні ідеї
У Протестації обгрунтовується та захищається право українців жити на рідній землі, сповідувати батьківську віру, підкреслюється роль українського козацтва як оборонця православної віри та церкви, козацтво визнається представником народних культурних і релігійних традицій, вказано на тяглість козацтва від княжих часів.
Про причини:
Про козаків: